# Минка, Михал
Михал (Михаил) Минка (словац. Michal Minka; 2 февраля 1919, Пителова — 20 апреля 1945, Пореба) — словацкий лётчик Второй мировой войны.

## Биография
Михал Минка родился 2 февраля 1919 года в местечке Пителова (ныне Банска-Бистрицкий край Словакии). Родители: Ян Минка и Мария Минкова (Штефанкова).
Окончил в 1939 году гимназию в Банске-Бистрице. В 1941 году зачислен в Словацкие воздушные силы. В 1944 году стал командиром роты лётной школы в Банска-Бистрице. Перешёл к партизанам во время Словацкого национального восстания во время битвы при Тельгарте. В составе 4-й тактической группы при 1-й чехословацкой армии участвовал в боях при Хандлове, Кремнице, Турчеке и Скалке. 12 октября 1944 выбрался в СССР, назначен штурманом в 1-й отдельной смешанной чехословацкой авиадивизии (1-й чехословацкий отдельный истребительный авиаполк). Летал на самолёте Ла-5ФН, участвовал в боях за Остраву.
20 апреля 1945 года Михал Минка трагически погиб в авиакатастрофе около польского местечка Пореба, столкнувшись со стоявшим на земле Ил-2М3. В результате столкновения Ла-5 взорвался, а его пилот погиб на месте. Похоронен в местечке Бржезце. Посмертно произведён в капитаны.
Был женат на Жизеле Рыхтариковой-Зубовой (после замужества Пиварцовой). Сын — Михал Минка-младший, стал хирургом.
Награждён рядом орденов и медалей: чехословацкими Военным крестом, орденом Словацкого национального восстания 1 степени, медалью «За заслуги» 1 степени, медалью «За храбрость перед врагом» и советской медалью «За победу над Германией».